# Ново-Ахмірово
Ново-Ахмі́рово (каз. Жаңа-Ахмер) — село у складі Усть-Каменогорської міської адміністрації Східноказахстанської області Казахстану.
Населення — 2448 осіб (2009; 1944 у 1999, 2333 у 1989).
Національний склад станом на 1989 рік:
- росіяни — 73 %

Станом на 1989 рік село називалось Новоахмірово, у радянські часи мало також назву Отділення № 2 совхоза Ярославський.